# Kasachischer Fußballpokal 2018
Der Kasachische Fußballpokal 2018 war die 27. Austragung des Pokalwettbewerbs im Fußball in Kasachstan. Pokalverteidiger und Sieger des Wettbewerbs ist FK Qairat Almaty.

## Teilnehmende Mannschaften
| Premjer-Liga alle Vereine der Saison 2018 | Erste Liga sieben Vereine der Saison 2018                                                              | Zweite Liga sechs Vereine der Saison 2018                                                |
| FK Qairat Almaty (TV) FK Aqtöbe FK Astana FK Atyrau Aqschajyq Oral Ertis Pawlodar FK Qysyl-Schar SK Schachtjor Qaraghandy Tobyl Qostanai Qaisar Qysylorda Ordabassy Schymkent Schetissu Taldyqorghan | FK Altai VKO Kaspij Aqtau FK Ekibastus Oqschetpes Kökschetau FK Machtaaral FK Qyran Schymkent FK Taras | FK Rusajewka Akademija Ontustik OSDJuSSchOR Schas Ulan ZSKA Almaty Ak Bet SDJuSSchOR № 8 |

### Gruppe A
| Datum      |                        | Ergebnis |                        |
| ---------- | ---------------------- | -------- | ---------------------- |
| 18.03.2018 | Oqschetpes Kökschetau  | 1:1      | Akademija Ontustik     |
| 21.03.2018 | Akademija Ontustik     | 6:1      | OSDJuSSchOR Schas Ulan |
| 24.03.2018 | OSDJuSSchOR Schas Ulan | 0:7      | Oqschetpes Kökschetau  |

| Pl. | Verein                 | Sp. | S | U | N | Tore    | Diff. | Punkte |
| --- | ---------------------- | --- | - | - | - | ------- | ----- | ------ |
| 1.  | Oqschetpes Kökschetau  | 2   | 1 | 1 | 0 | 008:100 | +7    | 04     |
| 2.  | Akademija Ontustik     | 2   | 1 | 1 | 0 | 007:200 | +5    | 04     |
| 3.  | OSDJuSSchOR Schas Ulan | 2   | 0 | 0 | 2 | 001:130 | −12   | 0      |

### Gruppe B
| Datum      |              | Ergebnis |              |
| ---------- | ------------ | -------- | ------------ |
| 19.03.2018 | FK Machtaara | 1:1      | ZSKA Almaty  |
| 22.03.2018 | ZSKA Almaty  | 2:2      | FK Rusajewka |
| 25.03.2018 | FK Rusajewka | 1:7      | FK Machtaara |

| Pl. | Verein        | Sp. | S | U | N | Tore    | Diff. | Punkte |
| --- | ------------- | --- | - | - | - | ------- | ----- | ------ |
| 1.  | FK Machtaaral | 2   | 1 | 1 | 0 | 008:200 | +6    | 04     |
| 2.  | ZSKA Almaty   | 2   | 0 | 2 | 0 | 003:300 | ±0    | 02     |
| 3.  | FK Rusajewka  | 2   | 0 | 1 | 1 | 003:900 | −6    | 01     |

### Gruppe C
| Datum      |                    | Ergebnis |                    |
| ---------- | ------------------ | -------- | ------------------ |
| 19.03.2018 | FK Qyran Schymkent | 3:3      | Kaspij Aqtau       |
| 22.03.2018 | Kaspij Aqtau       | 0:3      | SDJuSSchOR № 8     |
| 25.03.2018 | SDJuSSchOR № 8     | 1:2      | FK Qyran Schymkent |

| Pl. | Verein             | Sp. | S | U | N | Tore    | Diff. | Punkte |
| --- | ------------------ | --- | - | - | - | ------- | ----- | ------ |
| 1.  | FK Qyran Schymkent | 2   | 1 | 1 | 0 | 005:400 | +1    | 04     |
| 2.  | SDJuSSchOR № 8     | 2   | 1 | 0 | 1 | 004:200 | +2    | 03     |
| 3.  | Kaspij Aqtau       | 2   | 0 | 1 | 1 | 003:600 | −3    | 01     |

### Gruppe D
| Datum      |              | Ergebnis |              |
| ---------- | ------------ | -------- | ------------ |
| 20.03.2018 | FK Ekibastus | 1:6      | FK Altai VKO |
| 20.03.2018 | FK Taras     | 1:0      | Ak-Bet       |
| 23.03.2018 | FK Altai VKO | 4:0      | Ak-Bet       |
| 23.03.2018 | FK Taras     | 1:0      | FK Ekibastus |
| 26.03.2018 | FK Altai VKO | 1:2      | FK Taras     |
| 26.03.2018 | Ak-Bet       | 1:4      | FK Ekibastus |

| Pl. | Verein       | Sp. | S | U | N | Tore    | Diff. | Punkte |
| --- | ------------ | --- | - | - | - | ------- | ----- | ------ |
| 1.  | FK Taras     | 3   | 3 | 0 | 0 | 004:100 | +3    | 09     |
| 2.  | FK Altai VKO | 3   | 2 | 0 | 1 | 011:300 | +8    | 06     |
| 3.  | FK Ekibastus | 3   | 1 | 0 | 2 | 005:800 | −3    | 03     |
| 4.  | Ak-Bet       | 3   | 0 | 0 | 3 | 001:900 | −8    | 0      |

## Achtelfinale
| Datum          |                       | Ergebnis        |                        |
| -------------- | --------------------- | --------------- | ---------------------- |
| 18. April 2018 | FK Qyran Schymkent    | 0:6             | Ordabassy Schymkent    |
| 18. April 2018 | Schachtjor Qaraghandy | 0:0 (7:6 i. E.) | FK Qysyl-Schar SK      |
| 18. April 2018 | FK Machtaaral         | 3:1             | FK Astana              |
| 18. April 2018 | FK Taras              | 0:0 (4:5 i. E.) | Ertis Pawlodar         |
| 18. April 2018 | Qaisar Qysylorda      | 2:0             | FK Aqtöbe              |
| 18. April 2018 | Aqschajyq Oral        | 0:1             | FK Atyrau              |
| 18. April 2018 | Oqschetpes Kökschetau | 3:5             | FK Qairat Almaty       |
| 18. April 2018 | Tobyl Qostanai        | 1:0             | Schetissu Taldyqorghan |

## Viertelfinale
| Datum        |                       | Ergebnis        |                  |
| ------------ | --------------------- | --------------- | ---------------- |
| 23. Mai 2018 | Ordabassy Schymkent   | 1:1 (3:4 i. E.) | FK Qairat Almaty |
| 23. Mai 2018 | FK Machtaaral         | 0:3             | Ertis Pawlodar   |
| 23. Mai 2018 | FK Atyrau             | 2:1             | Tobyl Qostanai   |
| 23. Mai 2018 | Schachtjor Qaraghandy | 2:1 n. V.       | Qaisar Qysylorda |

## Halbfinale
| Datum         |                       | Ergebnis |                       |
| ------------- | --------------------- | -------- | --------------------- |
| 14. Juni 2018 | Schachtjor Qaraghandy | 0:0      | FK Atyrau             |
| 27. Juni 2018 | FK Atyrau             | 3:1      | Schachtjor Qaraghandy |
| Gesamt:       | Schachtjor Qaraghandy | 1:3      | FK Atyrau             |

| Datum         |                  | Ergebnis  |                  |
| ------------- | ---------------- | --------- | ---------------- |
| 14. Juni 2018 | FK Qairat Almaty | 2:0       | Ertis Pawlodar   |
| 27. Juni 2018 | Ertis Pawlodar   | 3:1       | FK Qairat Almaty |
| Gesamt:       | FK Qairat Almaty | (a)3:3(a) | Ertis Pawlodar   |

## Finale
| Paarung          | FK Atyrau – FK Qairat Almaty |
| Ergebnis         | 0:1 (0:1) |
| Datum            | 24. November 2018 um 15:00 Uhr (UTC+6) |
| Stadion          | Astana Arena, Astana |
| Schiedsrichter   | Bachyt Kysylbajew |
| Tore             | 0:1 Alexander Sokolenko (15.) |
| FK Atyrau        | Wladimir Loginowski – Rizwan Ablitarow, Jure Obšivač, Eldar Abdrachmanow (63. Didar Schalmukan), Kuanysch Kalmuratow (44. Altynbek Saparow), Joseph Nane, František Kubík, Eduard Sergienko, Marat Chairullin , Predrag Sikimić (84. Alexei Rodionow), Tunde Adeniji Cheftrainer: Wiktor Kumykow              |
| FK Qairat Almaty | Stas Pokatilow – Jeldos Achmetow, Ghafurschan Süjimbajew (73. Raschid Ljuchai), Alexander Sokolenko, Nuraly Älip, Georgi Schukow, Bauyrschan Islamchan , Samat Särsenow (90.+3' Wjatscheslaw Schwyrew), Magomed Paragulgow (88. Pawel Kriwenzew), Aibol Äbiken, Sergei Keiler Cheftrainer: Andrei Karpowitsch |
| Gelbe Karten     | Jure Obšivač (53.), Altynbek Saparow (83.) – Sergei Keiler (41.), Wjatscheslaw Schwyrew (90.+3') |